# Software Freedom Day

Logo des Software Freedom Day

Software Freedom Day (SFD) ist eine jährliche, weltweite Veranstaltung, bei dem die Erfolge von freier und Open-Source-Software gefeiert werden und über deren Vorzüge informiert wird. Die Veranstaltung ist vermutlich die größte Veranstaltung zu freier Software weltweit. Die lokalen Veranstaltungen unterscheiden sich sehr in Umfang und Charakter.
Bei den Veranstaltungen wurden etwa Kopien der Open CD verteilt. Dies ist eine Zusammenstellung ausgewählter freier Software für Windows. Zu den Sponsoren der Veranstaltung gehören unter anderem die Unternehmen Google und Canonical und die Free Software Foundation. Der SFD findet jeweils am dritten Samstag im September statt.